# Font del carrer de la Font del Forn
La Font del carrer de la Font del Forn és una font de Falset (Priorat) inclosa a l'Inventari del Patrimoni Arquitectònic de Catalunya.

## Descripció
Es tracta d'una font adossada al casa del carrer de la Font del Forn, 2. Està construïda en pedra, té una pica i dues aixetes. un fris de pedra amb disseny emmarcat per una ceràmica amb un dibuix de la vila de Falset i de Sant Antoni. A sota, esculpit amb pedra hi ha un escut del municipi.

## Història
La font actual va ser arranjada cap a 1970 per substituir una antiga font amb abeurador.